# Taquarana
Taquarana este un oraș în statul Alagoas (AL) din Brazilia.